# Gyűrűs faligekkó
A gyűrűs faligekkó (fehérpöttyös faligekkó, Tarentola annularis) a gekkóalakúak (Gekkota) alrendjébe sorolt levélujjú gekkók (Phyllodactylidae) családjában a szélesujjú gekkó (Tarentola) nem egyik faja.

## Származása, elterjedése
Északkelet-Afrikából származik. Kedvelt terráriumi állatként a világon mindenfelé kapható. az Egyesült Államok több államában (Florida, Kalifornia) és a Közel-Keleten kivadult.

## Megjelenése, felépítése
Alapszíne világosszürkétől feketésbarnáig változó. Ezen sötét rajzolatok vehetők ki. Nyakán négy négyszögletes fehér folt ötlik szemünkbe. Nevét a hátán látható gyűrűszerű fehér pöttyökről kapta. Fontos ismertetőjegye a fogazott szélű fülnyílás.
Mintegy 15 centiméter hosszú, de megfelelő feltételek mellett akár 22 centiméteresre is megnőhet. A hím kissé nagyobb a nősténynél és a feje is szélesebb.

## Életmódja
Éjjeli ragadozó, napközben csöndben van. A nagy meleget nem szereti, hazájában az árnyékos, hűvös helyeket keresi. Mindig éjjel iszik.
Ahol sok a légy, föltűnő gyakori lehet. Kaliforniában a városokban talált megfelelő feltételeket.
A hímek még más gekkófajok hímeinél is harciasabbak és összeférhetetlenebbek. Kisebb fajrokonaikat fölfalják.
Normális feltételek mellett 6–8 hetenként vedlik.

## Tartása
Egy kifejlett párnak megfelel egy 40x40x50 cm³-es terrárium kókuszrosttal az alján, sok mászóággal és búvóhellyel.
Nincs szüksége speciális ultraibolya világításra, elegendő egy melegítőlámpa. A célszerű nappali hőmérsékletet 30–32°C, éjjel lehűlhet 23–24°C-ra.
A páratartalmat tartsuk 60–70 % között.